# Lukas Fugger

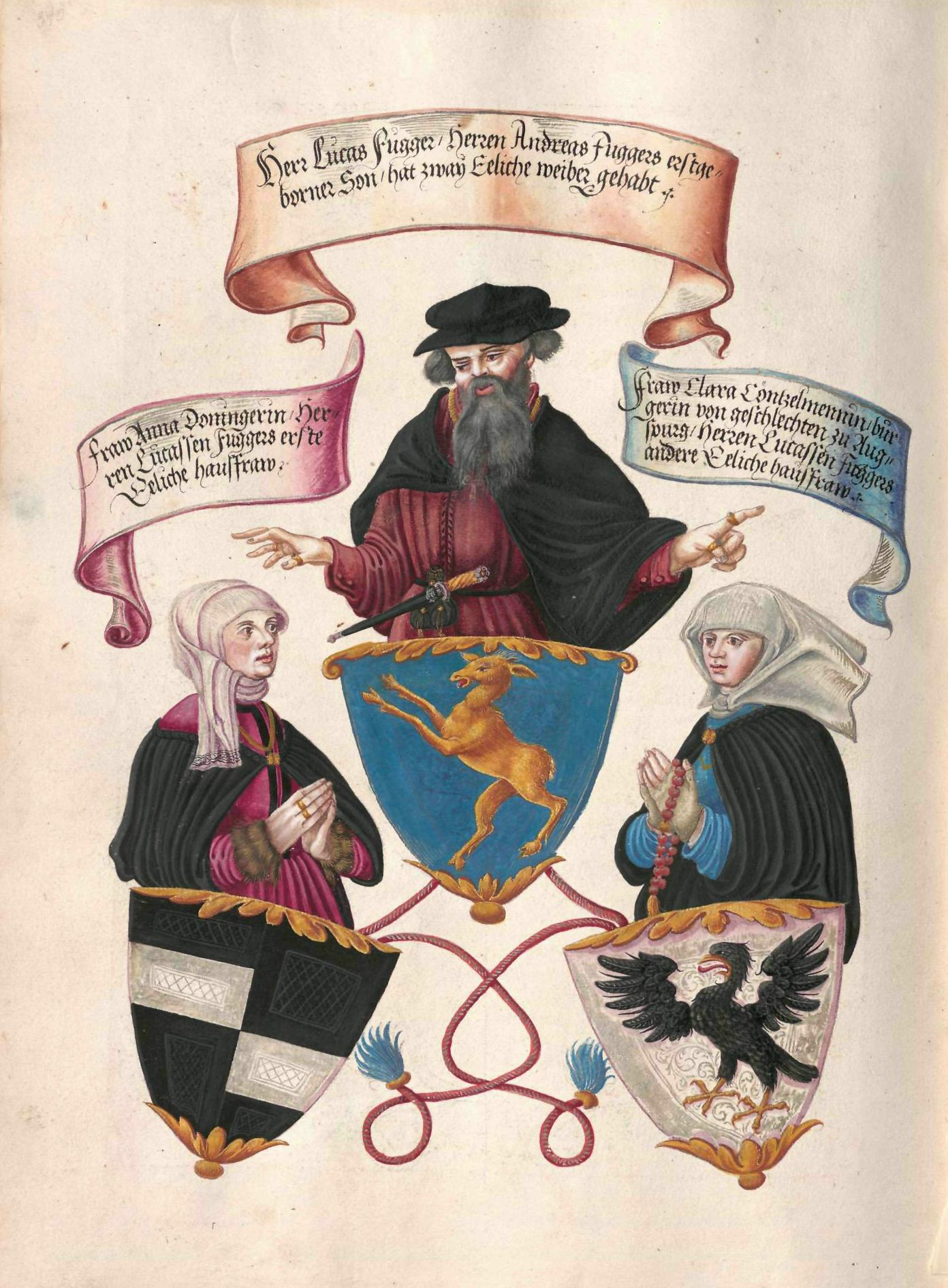
Porträt- und Wappendarstellung von Lukas Fugger und seinen beiden Ehefrauen durch Jörg Breu d. J. (um 1545)

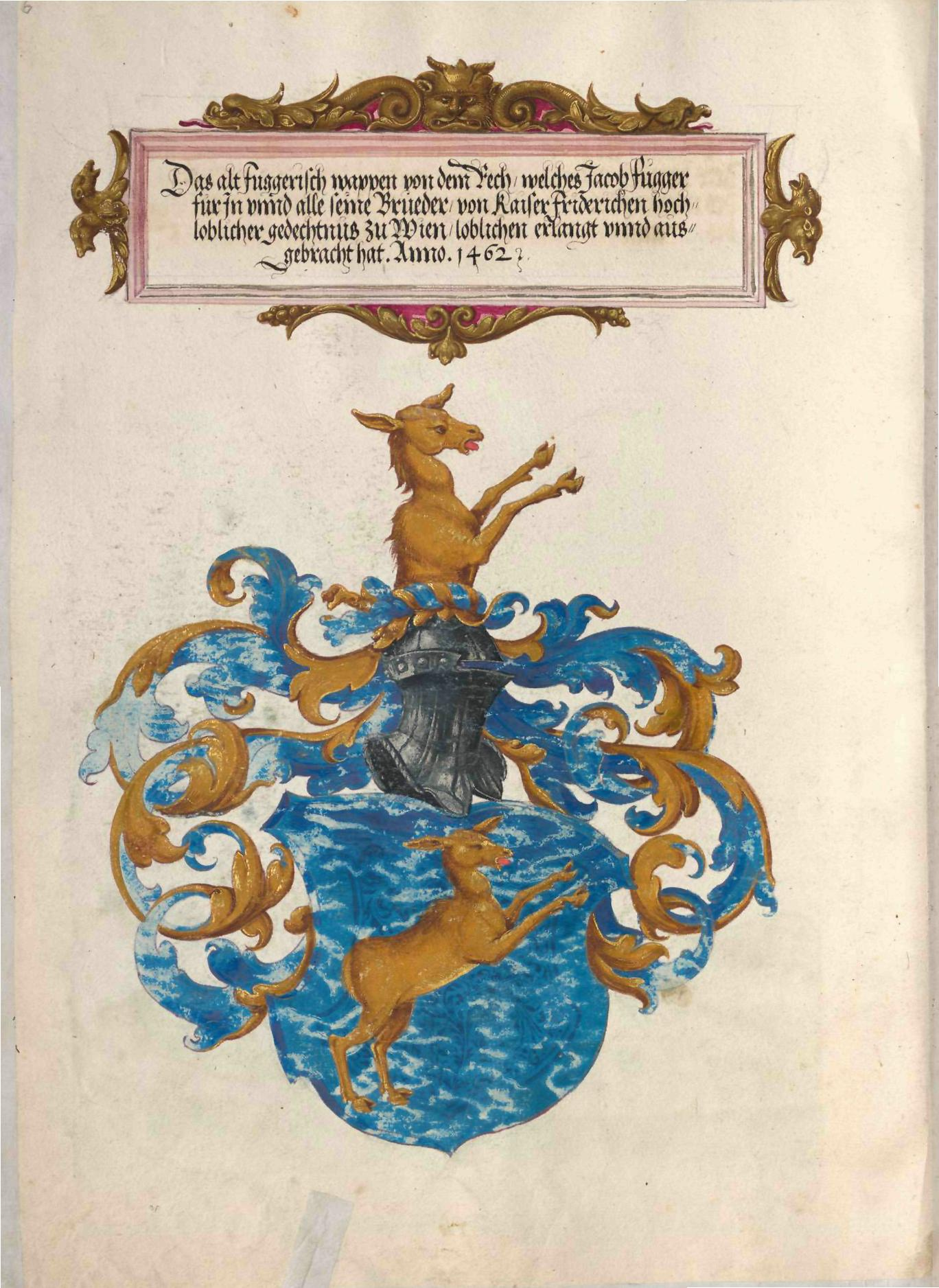
Das Wappen (Fugger vom Reh) wurde Lukas I. 1462 von Kaiser Friedrich III. verliehen.

Lukas I. Fugger vom Reh (geboren 1439; gestorben 1512 oder früher) war ein deutscher Kaufmann in Augsburg und Vertreter der Weberzunft im Augsburger Rat.

## Familie
Lukas Fugger kam als zweitgeborener Sohn von Andreas Fugger dem Reichen (1406–1457) und Barbara Stammler vom Ast (1415/20 – 1476) im Jahre 1439 zur Welt. Er heiratete vor 1466 zunächst Anna Dauninger und bekam mit ihr die Söhne Lukas, Matheus, Marcus und Hans sowie die Töchter Apollonia, Barbara, Magdalena, Felicitas und Anna. Nach dem Tod seiner ersten Ehefrau heiratete Lukas im Jahre 1488 Clara Conzelmann und wurde auf diese Weise Mitglied in der Augsburger Herrenstube. Aus dieser zweiten Ehe stammen die Söhne Stephan, Aegid und Andreas sowie die Tochter Margarete.

## Leben
Nach dem Tod von Andreas Fugger im Jahre 1457 übernahmen zunächst die Söhne und die Granderneffen (ein Thomas Grander († 1467/68) war laut Augsburger Stadtlexikon ein Schwiegersohn von Andreas Fugger) zeitweilig die Kaufmannsgeschäfte. Zwei Jahre später trat Lukas an die Spitze des Unternehmens und baute dessen Ansehen und Reichtum stetig aus. Die Handelsbeziehungen und Geldgeschäfte reichten sogar bis nach Rom und London. Auch Maximilian I. verschuldete sich bei Lukas mit einer Summe von mehr als 10.000 Gulden. Für diesen hohen Betrag (nahezu das gesamte Geschäftskapital von Lukas) erhielt er die belgische Stadt Löwen als Bürgschaft.
Die Bürgschaft stellte sich jedoch als wertlos heraus, da sich die Stadt bzw. deren Bürgerschaft weigerte, den geschuldeten Betrag zu bezahlen. Auf Drängen von Lukas forderte schließlich Philipp I. von Habsburg, der Sohn von Maximilian, die Stadt Löwen zur Schuldbegleichung auf. Nachdem sich die Stadt weiterhin unbeeindruckt gezeigt hatte, verhängte Maximilian 1499 sogar die Reichsacht. Dies zeigte jedoch ebenfalls keine Wirkung. Weitere Schritte zur Begleichung der Schuld wurden von Maximilian nicht mehr unternommen. Vielmehr überließ er Lukas seinem Schicksal.
Lukas geriet durch die fehlende Rückzahlung in große Geldnot. Dramatisch wurde die Situation jedoch erst, als kurz darauf sämtliche Gläubiger ihr Geld, das sie in Lukas’ Unternehmen investiert hatten, zurückverlangten. Besonders einige Mitglieder der eigenen Familie forderten die rasche und vollständige Rückzahlung der geliehenen Gelder. Sein eigener Sohn Lukas drohte dem ehemals hochangesehenen Vater sogar mit dem Messer. Die Familie verlor aufgrund der desolaten Finanzlage ihre Stubenfähigkeit in Augsburg und Lukas zog sich daraufhin nach Graben, seine südlich von Augsburg gelegene Heimat, zurück. Jakob Fugger kaufte ihm dort schließlich seine letzten verbliebenen Ländereien ab und verhalf ihm so wenigstens zu etwas Geld. Kurz vor seinem Tod begab sich der nahezu mittellose Lukas wieder nach Augsburg und kam bei seinem Schwiegersohn Hanns Raiser unter.

## Quelle
- Marianne Fugger, Markus Fugger: Genealogie des Hauses Fugger vom Reh. 1. Auflage. Wißner-Verlag, Augsburg 2007, ISBN 978-3-89639-631-0.
- Günther Grünsteudel, Günter Hägele, Rudolf Frankenberger (Hrsg.): Augsburger Stadtlexikon. 2. Auflage. Perlach, Augsburg 1998, ISBN 3-922769-28-4.
- Walter Conzelmann: Die Sippe Conzelmann, 1988, S. 9–16.